# Cellai
Cellai è una frazione del comune italiano di Rignano sull'Arno, nella città metropolitana di Firenze, in Toscana.
Il borgo è situato a circa 7 km dal capoluogo comunale, lungo l'antica strada che da Troghi raggiunge la val d'Arno. La Cassia Nova ha favorito da sempre il transito delle merci e delle derrate destinate al consumo ed al commercio con il capoluogo toscano, per una questione di alleanze politiche il territorio ha beneficiato anche dell'attività bancaria praticata dalle famiglie potenti spesso vicine al casato de' Bardi.
Documenti ufficiali sulla storia dell'abitato sono custoditi negli archivi del Comune di Rignano sull'Arno e nella biblioteca della curia a Fiesole essendo l'abitato compreso da sempre nella Diocesi di Fiesole (FI).

## Origini del nome
Il nome dell'abitato di Cellai ha origine dalla famiglia Cellai che risiedeva con il suo nucleo originario nella località ancora oggi denominata del Ponte alla Luna dove è ancora possibile trovare vicino la Villa Cellai. Il nome del Casato ha probabilmente origine dai luoghi freschi e ventilati, dove veniva custodito il vino e i generi alimentari (le celle appunto) ubicati sovente al piano terra delle case rurali. Nel Lazio è presente la variante del cognome Cella ancora oggi presente nelle antiche famiglie partecipanti al Carnevale Veliterno a Velletri.

## Storia
I Cellai, vetusto casato di Parte Guelfa con origini immemorabili del Valdarno Fiorentino, intorno all’anno 1000 si trasferiscono nel comprensorio fiorentino e si diffondono nel XV secolo nelle campagne Aretine e Pisane. I Cellai diedero appunto origine al nome dell’abitato originario ma il cognome si diffonde nei secoli anche nel Lazio con forme aferetiche e varianti quali Cella o Cellari. La famiglia Cellai annovera fra i suoi appartenenti personaggi illustri quali priori, gonfalonieri, commercianti, capitani di corazza, condottieri, militari, parroci, rettori, monsignori, medici, commissari ripartitori e lanaioli. Quest’ultimi iscritti tardivamente all’Arte della Lana, la più potente corporazione presente all’epoca. Molti membri del casato vestirono l’abito dell’ordine dei Santi Maurizio e Lazzaro e furono ammessi alla corte sabauda durante l’epoca di Firenze Capitale. I Cellai furono protagonisti della vita amministrativa ed economica del comprensorio fiorentino sin dal XVII secolo sviluppando alleanze strategiche e contraendo matrimonio con altre numerose famiglie nobili quali i Casini, i Betti, i Fa(n)ucci, i Bianchini. 
Nel periodo della Toscana Napoleonica due rami della famiglia salirono al patriziato. Di quest’ultimi due rami vi è certa testimonianza di uno ancora fiorito nella città di Firenze dove l’ultimo discendente Leopoldo Pietro Francesco risiede more nobilium  poiché di distinta civiltà’ ed in possesso di un proprio stemma di cittadinanza, detenuto con pubblico e pacifico possesso per un periodo  superiore ai 150 anni.  

## Cultura
Ogni anno nel mese di giugno nella sede del locale Circolo e nell'abitato di Cellai si svolge la tradizionale Sagra del Tartufo che raccoglie la presenza di numerosi turisti e partecipanti appassionati di tartufo. Il protagonista della manifestazione è il pregiato tubero nella sua varietà “Scorzone”. Spesso ritenuto di minor pregio rispetto a quello bianco, il tartufo Scorzone si presta invece ad insaporire in maniera elegante pietanze che altrimenti saprebbero solo di tartufo. L’abilità dello staff delle cucine ne valorizza poi l’accostamento ideale con svariate pietanze, dai primi piatti alle seconde portate. Nella circostanza vengono anche effettuati abbinamenti fra vini locali e pietanze aromatizzate.

## Geografia antropica
Il territorio si divide in Cellai di Sopra e Cellai di Sotto ed è prevalentemente caratterizzato dalla presenza di coltivazioni e allevamenti.
L'abitato ospita un complesso di residenze che si estende secondo la concezione di borgo medievale dove, attorniato da una ancor visibile doppia schiera di case che cinge l'altura centrale, su quest'ultima si concentra il gruppo abitativo centrale manifestazione di un ancestrale istinto difensivo. Il territorio a prevalente vocazione agricola ospita ville e case rurali che fino al XIX secolo erano rispettivamente abitazioni nobiliari e luoghi di aggregazione per le maestranze. Il territorio eterogeneo nella morfologia ben si è prestato nel corso dei secoli alla coltivazione di cereali antichi per uso quotidiano e all'allevamento di bestiame con duplice funzione nell'impiego dell'aratro prima e successivamente con scopi di sostentamento.